# بدو میلکها بدو
بدو میلکها بدو (انگلیسی: Bhaag Milkha Bhaag) فیلمی در ژانر زندگینامه‌ای به کارگردانی راکیش امپراکاش مهرا است که در سال ۲۰۱۳ منتشر شد. از بازیگران آن می‌توان به فرهان اختر، سونام کاپور و میشا شفیع اشاره کرد.